# Marguerite Dockrell
Marguerite Dorothy Dockrell, po mężu Mason (ur. 10 marca 1912 w Dublinie, zm. 9 września 1983 w Weymouth) – irlandzka pływaczka z pierwszej połowy XX wieku, pierwsza reprezentantka Irlandii w pływaniu na igrzyskach olimpijskich.
Dockrell reprezentowała Wolne Państwo Irlandzkie podczas IX Letnich Igrzyskach Olimpijskich w 1928 roku w Amsterdamie, gdzie wystartowała w jednej konkurencji pływackiej. Na dystansie 100 metrów stylem dowolnym wystartowała w piątym wyścigu eliminacyjnym. Zajęła w nim, z czasem 1:31,6; ostatnie, czwarte miejsce, co oznaczało dla niej koniec rywalizacji.
Reprezentowała klub D.S.C z Dublina.
Jej brat Hayes Dockrell reprezentował Irlandię podczas olimpijskiego turnieju piłki wodnej w Amsterdamie, zaś jej wuj George Dockrell reprezentował Wielką Brytanię w pływaniu podczas Letnich Igrzysk Olimpijskich w Londynie